# Domen HEAT ponavljanja
Domen HEAT ponavljanja je proteinski domen prisutan u brojnim citoplazmatičnim proteinima uključujući četiri po kojima je formira akronim HEAT (Hantingtin, elongacioni faktor 3, proteinska fosfataza 2A, i kvašćana kinaza ). HEAT ponavljanja formiraju štapićaste heliksne strukture koje učestvuju u intraćelijskom transportu.